# Apšuciems
Apšuciems är en ort i Lettland.   Den ligger i kommunen Engures Novads, i den västra delen av landet, 50 km väster om huvudstaden Riga. Apšuciems ligger 6 meter över havet och antalet invånare är 210.
Terrängen runt Apšuciems är platt. Havet är nära Apšuciems åt nordost.  Närmaste större samhälle är Tukums, 14,0 km sydväst om Apšuciems.